# Monommata aequalis
Monommata aequalis är en hjuldjursart som först beskrevs av Ehrenberg 1830.  Monommata aequalis ingår i släktet Monommata och familjen Notommatidae. Inga underarter finns listade i Catalogue of Life.